# Little Red Record
Little Red Record je druhé studiové album britské progresivní rockové skupiny Matching Mole. Jeho nahrávání probíhalo v CBS Studios v Londýně od července do srpna 1972. Album pak vyšlo v listopadu 1972 u vydavatelství CBS Records. Producentem alba byl Robert Fripp.

## Seznam skladeb
| Pořadí         | Název                                                            | Autor             | Délka |
| -------------- | ---------------------------------------------------------------- | ----------------- | ----- |
| 1.             | Starting in the Middle of the Day We Can Drink Our Politics Away | MacRae, Wyatt     | 2:31  |
| 2.             | Marchides                                                        | MacRae            | 8:25  |
| 3.             | Nan True's Hole                                                  | Miller            | 3:37  |
| 4.             | Righteous Rhumba                                                 | Miller            | 2:50  |
| 5.             | Brandy As In Benji                                               | MacRae            | 4:24  |
| 6.             | Gloria Gloom                                                     | MacCormick, Wyatt | 8:05  |
| 7.             | God Song                                                         | Miller, Wyatt     | 2:59  |
| 8.             | Flora Fidgit                                                     | MacCormick        | 3:27  |
| 9.             | Smoke Signal                                                     | MacRae            | 6:38  |
| Celková délka: | Celková délka:                                                   | Celková délka:    | 42:56 |

## Obsazení
Matching Mole
- Robert Wyatt – bicí, zpěv
- Bill MacCormick – baskytara
- Dave MacRae – elektrické piano, piano, varhany, syntezátor
- Phil Miller – kytary

Hosté
- Brian Eno – syntezátor
- Ruby Crystal – zpěv